# 17821 Bölsche
17821 Bölsche è un asteroide della fascia principale. Scoperto nel 1998, presenta un'orbita caratterizzata da un semiasse maggiore pari a 2,3141256 UA e da un'eccentricità di 0,0930993, inclinata di 7,29294° rispetto all'eclittica.
L'asteroide è dedicato al naturalista tedesco Wilhelm Bölsche.